# Prasat Balangk
Prasat Balangk là một huyện srok thuộc tỉnh Kampong Thom, ở miền trung Campuchia. Theo thống kê năm 1998, dân số toàn huyện là 40.516 người.